# Napalgué (Kaya)
Pour les articles homonymes, voir Napalgué.
Napalgué est une localité située dans le département de Kaya de la province du Sanmatenga dans la région Centre-Nord au Burkina Faso.

## Géographie
Napalgué est situé à environ 30 km au nord-ouest du centre de Kaya, la principale ville de la région. Le village est à 15 km au nord de la route régionale 14 reliant Kaya à Mané.

## Éducation et santé
Napalgué accueille un centre de santé et de promotion sociale (CSPS) – proposant de manière pilote des consultations obstétriques post-partum – tandis que le centre hospitalier régional (CHR) se trouve à Kaya.
Le village possède une école primaire publique ouverte en 1962,.